# Gellért (település)
Gellért (1899-ig Gerált, szlovákul: Geraltov) község Szlovákiában, az Eperjesi kerület Eperjesi járásában. Csergőzávod és Zsetek tartozik hozzá.

## Fekvése
Eperjestől 17 km-re északra fekszik.

## Története
A települést a 13. század második felében a német jog alapján alapították, 1339-ben „Geralthfolua” alakban említik először. Nevét a valószínűség szerint alapítójáról kapta. 1383-ban „Geralth” néven tűnik fel. 1427-ben a raszlavicai uradalom része volt, akkor 9 porta után adózott. 1787-ben 19 házában 195 lakos élt.
A 18. század végén Vályi András így ír róla: „GERALT. Tót falu Sáros Vármegyében, földes Ura Bornemisza Uraság, lakosai ó hitűek, fekszik a’ Zombori járásban, határja közép termékenységű, fája elég, legelője, réttye jó, második Osztálybéli.”
1828-ban 32 háza volt 250 lakossal, akik állattartásból és erdei munkákból éltek.
Fényes Elek 1851-ben kiadott geográfiai szótárában így ír a faluról: „Gerláth, vagy Gerald, orosz falu, Sáros vmegyében, Ternyéhez egy órányira: 28 romai, 243 görög kath., 6 zsidó lak. Görög anyaszentegyház. Termékeny határ. F. u. Bornemisza.”
1920 előtt Sáros vármegye Kisszebeni járásához tartozott.
Földműves szövetkezetét 1957-ben alapították. Lakói a mezőgazdaságban és Eperjes üzemeiben dolgoztak.

## Népessége
| Év:            | 1994. | 2004.    | 2014.    | 2024.    |
| -------------- | ----- | -------- | -------- | -------- |
| Emberek száma: | 157   | 127      | 141      | 110      |
| Eltérés:       |       | -19,10 % | +11,02 % | -21,98 % |

| Év:            | 2023. | 2024.   |
| -------------- | ----- | ------- |
| Emberek száma: | 113   | 110     |
| Eltérés:       |       | -2,65 % |

1910-ben 159, túlnyomórészt ruszin anyanyelvű lakosa volt.
2001-ben 149 lakosából 146 szlovák volt.
2011-ben 132 lakosából 124 szlovák volt.

## Itt születtek, itt éltek
- Stima Ilona, Tartally Józsefné (Oros, 1890. október 28. – Nyíregyháza, 1980. augusztus 12.) író, költő, 1909-től egy darabig itt élt a településen.

## Nevezetességei

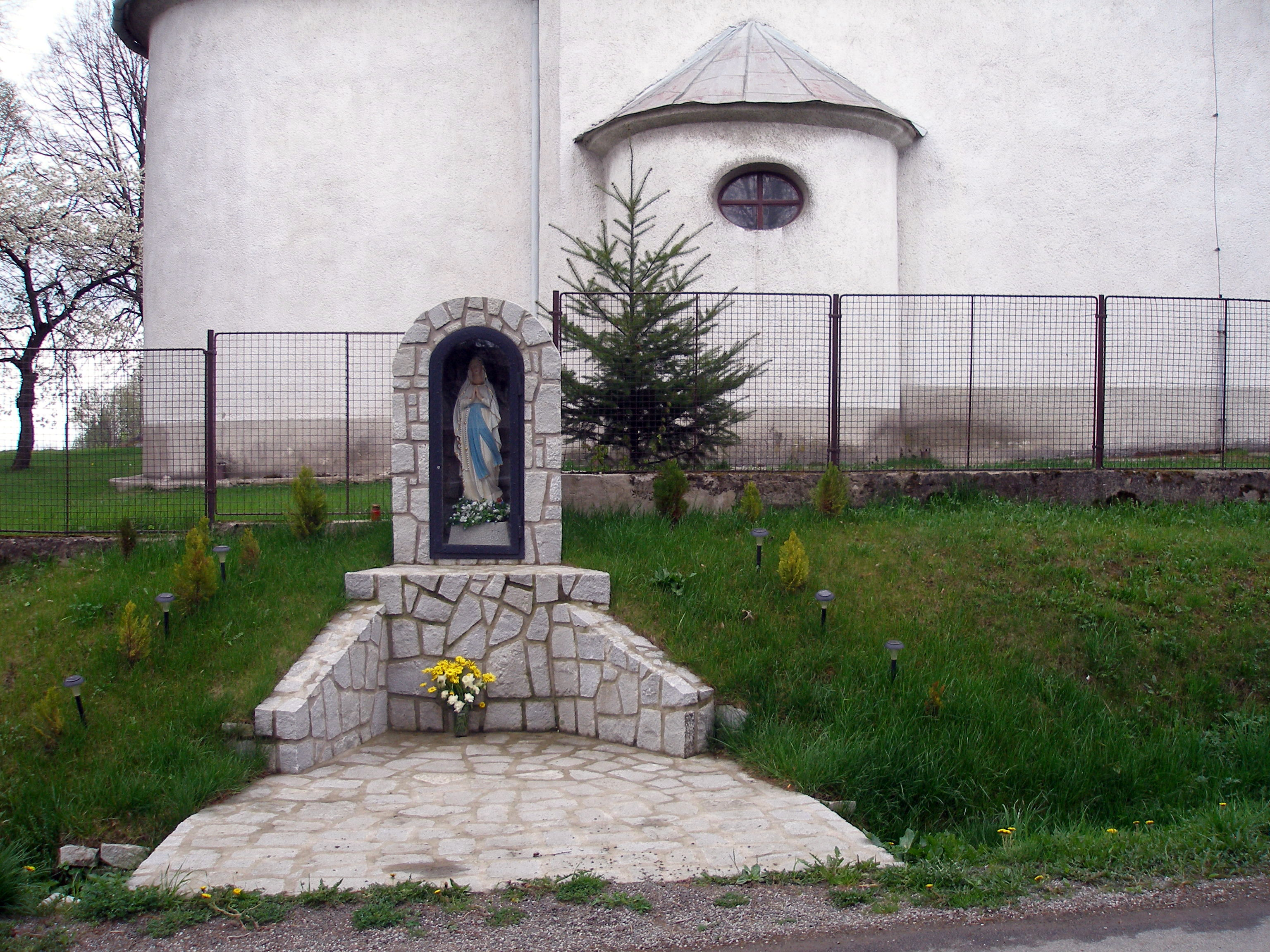
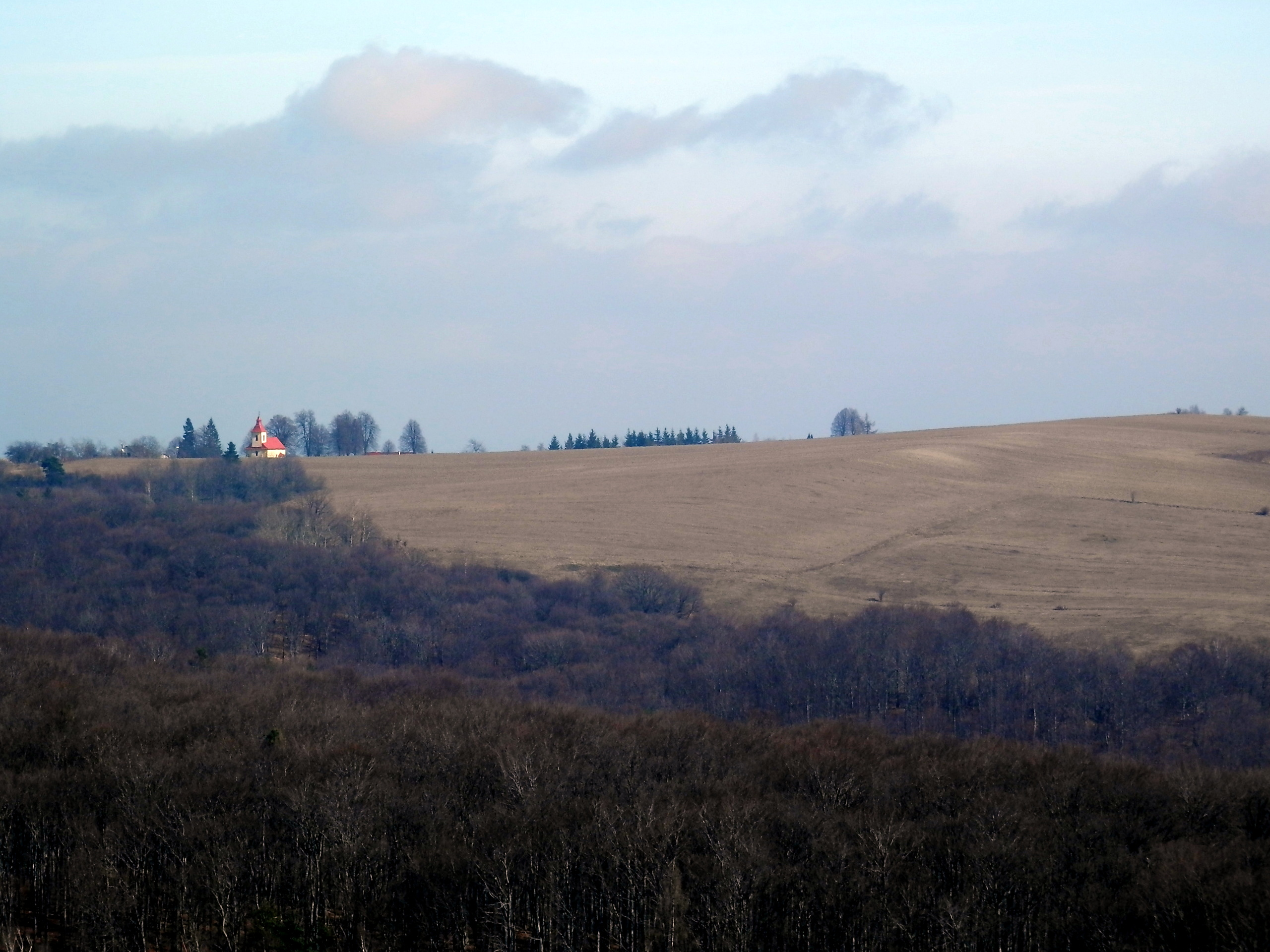

- Görögkatolikus temploma 1792-ben épült.

## Lásd még
- Csergőzávod
- Zsetek